# Paul Abel Ormerod
Paul Abel Ormerod (1969) es un botánico, y orquideólogo australiano-inglés.

## Honores

### Eponimia
Género
- (Orchidaceae) Ormerodia Szlach.[3]
- La abreviatura «Ormerod» se emplea para indicar a Paul Abel Ormerod como autoridad en la descripción y clasificación científica de los vegetales.[4]